# Bank Litwy
Bank Litwy, lit. Lietuvos bankas – bank centralny Litwy z siedzibą w Wilnie, założony w 1990 roku, od 2004 roku jeden z podmiotów Europejskiego Systemu Banków Centralnych.
Początki banku państwowego Litwy sięgają czasów Stanisława Augusta Poniatowskiego, gdy w 1768 roku sejm Rzeczypospolitej postanowił o założeniu Banku Polskiego i Litewskiego. Konkretne kroki w celu realizacji postanowienia parlamentu podjęto jednak dopiero w 1792 r. – planowano utworzyć oddziały banku w Wilnie, Grodnie i Mińsku, na przeszkodzie temu stanął jednak II i III rozbiór Polski.
Po odzyskaniu przez Litwę niepodległości w 1918 roku przez cztery lata środkiem płatniczym na terenie młodej republiki była okupacyjna marka niemiecka, tzw. ostmarka. W połowie 1922 roku krajem wstrząsnęła hiperinflacja, co stało się impulsem do powołania narodowego banku Lietuvos bankas i wprowadzenia narodowej waluty lita. Bank narodowy Litwy był spółką akcyjną, której kapitał założycielski wyniósł 12 milionów litów – 80% akcji należało do państwa. Pierwszym prezesem instytucji został Vladas Jurgutis.
Po włączeniu Litwy w skład ZSRR w 1940 roku bank zlikwidowano. Swoją działalność mógł rozpocząć na nowo dopiero po odzyskaniu przez kraj niepodległości w marcu 1990 roku. W latach 1990–1992 obowiązującą na Litwie walutą był rubel radziecki, jednak już w 1993 roku zdecydowano o powrocie do przedwojennego środka płatniczego lita.